# Теллермановский
Теллермановский — посёлок в Грибановском районе Воронежской области России.
Входит в состав городского поселения Грибановский.

## География

### Улицы
- ул. Корнаковского,
- пер. Зелёный,
- пер. Яблочный.